# Gabriel Medina
Gabriel Medina Pinto Ferreira (São Sebastião, 22 de dezembro de 1993) é um surfista profissional e medalhista olímpico brasileiro. Mais conhecido por ser o tricampeão mundial de surf da ASP World Tour de 2014, 2018 e 2021, sendo o primeiro brasileiro a vencer um mundial de Surf. Em 2009, assinou contrato com a empresa australiana Rip Curl e se profissionalizou. Aos 17 anos ingressou na ASP World Tour (WCT), sendo o mais jovem brasileiro a ingressar no circuito mundial. Em 2013, com 19 anos, ganhou o World Junior Tour. 
Em 2014, aos 20 anos, tornou-se campeão mundial antecipadamente, durante a última etapa do circuito no Havaí, ao ver seus adversários diretos ao título não conseguirem atingir as quartas de final da etapa. Além desta façanha, em 2012, durante um treino, ele foi o segundo surfista do mundo a realizar uma das manobras raras mais difíceis do esporte: o back flip (um mortal de costas). Essa manobra foi repetida na competição Oi Rio Pro 2016 no dia 14 de maio, sendo, assim, o primeiro a realizá-la em uma competição oficial. Em 2015, Medina figurou na lista das 100 pessoas mais influentes do ano no mundo segundo a revista Time.

## Biografia

### Carreira
Gabriel nasceu em São Sebastião, no estado de São Paulo. De ascendência chilena, Gabriel começou a surfar aos nove anos. Aos onze, venceu seu primeiro campeonato em nível nacional, a etapa Rip Curl Grom Search na categoria Sub-12, disputada em Búzios, Rio de Janeiro. A partir daí, venceu campeonatos do Brasileiro Amador e foi campeão dos circuitos Volcom Sub-14, Quicksilver King of Groms, Rip Curl Grom Search e tricampeão Paulista. Na Califórnia (EUA), foi vice do Volcom Internacional Sub-14 e, no Equador, vice-campeão do Mundial Amador Sub-16. Aos catorze anos já fazia as finais nas competições do Paulista Profissional e participou de etapas do Mundial Profissional, quando, em Ubatuba, São Paulo, conseguiu derrotar seu ídolo Adriano Mineirinho.
Em julho de 2009, Gabriel Medina fechou um contrato com a empresa australiana Rip Curl e profissionalizou-se. Dez dias depois, venceu a etapa do Mundial Profissional.
Em 2011 veio a sequência que o levou à condição de partilhar as ondas com os tops do Mundo, o WQS 6 estrelas Prime em Imbituba, Santa Catarina, os dois WQS 6 estrelas na França e na Espanha. Soma-se também a vitória na etapa do Mundial Pro Júnior, também em ondas francesas. É o primeiro brasileiro a ganhar uma etapa australiana de Backside (Gold Coast Australia) e o surfista do Brasil que mais tempo liderou o ranking mundial na história. Ingressou na elite do surf mundial (World Tour) em 2011, com apenas 17 anos.
Em 2011 venceu duas etapas do ASP World Tour, nos eventos realizados na França e nos Estados Unidos. Nesse ano ganhou grande repercussão na mídia por completar uma manobra designada backflip, uma espécie de salto mortal de costas. Em 2014 sagrou-se campeão mundial do WCT.
Em 2015 foi vice-campeão da etapa de Pipe Masters, perdendo para o brasileiro Adriano de Souza em uma final inédita brasileira, terminando o campeonato mundial em terceiro lugar, atrás do australiano Mick Fanning. Nesse ano também conquistou o Vans Triple Crown (Tríplice Coroa Havaiana), considerado o segundo maior título do surfe profissional, se tornando assim o primeiro brasileiro a conquistá-lo.
Em 2017 foi vice-campeão mundial de surfe em uma batalha contra o seu grande rival John John Florence, após um inicio de temporada com uma lesão no joelho, Gabriel se recuperou durante a temporada, vencendo inclusive duas etapas consecutivas ( França e Portugal) no circuito mundial, chegando a Pipe Master como um dos postulantes ao titulo, após grandes baterias, Medina foi eliminado nas quartas de final do evento  para Jérémy Flores, perdendo o titulo mundial para Florence.
Em 2018, fez um ano vitorioso, ganhando 3 etapas e se mantendo em boa posição nas demais, sagrou-se Campeão Mundial da WSL, derrotando nas semifinais o australiano Jordy Smith, assim repetindo a final de 2014 contra Julian Wilson, dessa vez foi vitorioso e pela primeira vez campeão do Pipe Masters, uma das maiores etapas do circuito mundial.
A temporada 2019 ficou marcada pelo vice-campeonato em uma disputa com seu conterrâneo, o brasileiro Ítalo Ferreira. Durante a temporada, Medina conquistou 2 vitórias, sendo uma em J-Bay e a outra na piscina de ondas da qual já havia vencido no ano anterior. O brasileiro chegou a estar com a camiseta amarela, porém não foi bem na perna europeia, se envolvendo inclusive, em uma polemica com o também brasileiro Caio Ibelli durante uma bateria na etapa portuguesa da qual perdeu pontos por interferência e consequentemente viu Ítalo ultrapassa-lo no circuito. Na última etapa em Pipe, Medina praticou um surf quase perfeito, mas viu seu titulo escapar após ser vice-campeão da etapa para o novo futuro campeão mundial Ítalo Ferreira.
Após um 2020 sem surf devido a pandemia, a temporada de 2021 de Gabriel Medina foi marcada por altos e baixos. Nos Jogos Olímpicos de Tóquio, Medina chegou como favorito, mas acabou perdendo na semifinal para o japonês Kanoa Igarashi. Na disputa pelo bronze, ele foi derrotado pelo australiano Owen Wright e ficou fora do pódio. Apesar da decepção olímpica, Medina deu a volta por cima e se tornou tricampeão mundial de surf.
Após seu terceiro título mundial, Gabriel resolveu tirar um tempo para se recuperar mentalmente e também cuidar de uma lesão. O astro perdeu a primeira metade do ano de 2022, retornou no sexto e sétimo evento até se machucar novamente e encerrar sua participação.
Já no ano de 2023, Gabriel retornou saudável, o tricampeão mundial acumulou nonas colocações nas quatro primeiras etapas desta temporada. Porém, no quinto evento em Margaret River, Medina deu show.
O brasileiro nunca tinha conseguido passar das quartas de final em Margaret, dessa forma, Gabriel Medina mostrou mais uma vez seu talento e venceu pela primeira vez em um dos picos mais desafiadores do mundo.
Em 2024, ano de Olimpíadas, Gabriel Medina começou mal a temporada, mas mostrou seu talento novamente no Isa Games, que daria vaga aos Jogos Olímpicos de Paris. Em uma exibição espetacular, venceu o torneio e seguiu novamente para o sonho do ouro olímpico. Na Olimpíada, com provas no Taiti, Medina estampou uma das fotos mais divulgada dos Jogos, onde parecia flutuar sobre uma onda, e sofreu um revés na semifinal contra Jack Robinson, onde só pontuou uma vez por falta de ondas. Acabaria saindo com a medalha de bronze, derrotando o peruano Alonso Correa.

### Tricampeão Mundial de Surfe

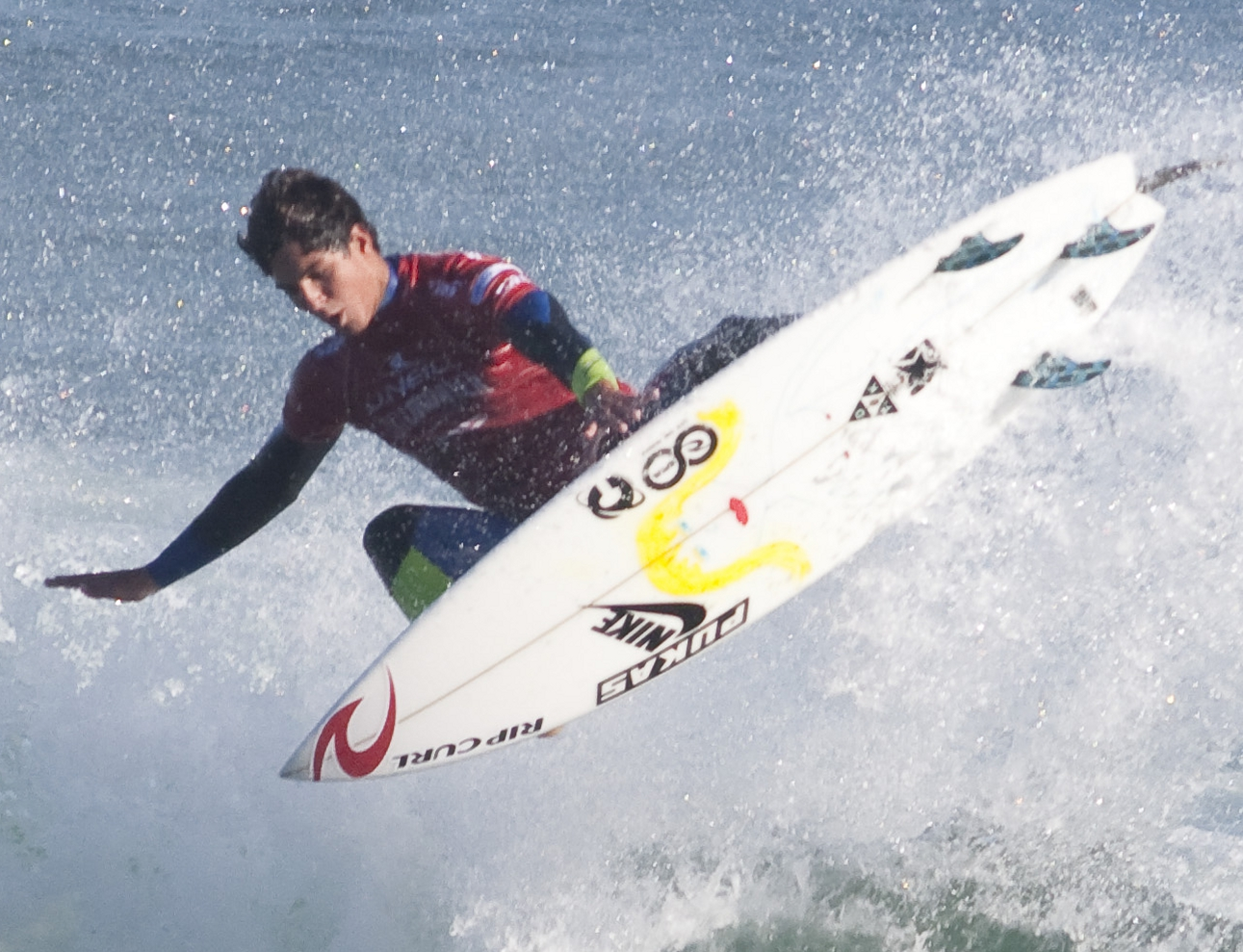
Medina foi o primeiro brasileiro e lusófono campeão mundial de surfe

Em 19 de dezembro de 2014, o brasileiro a ser campeão mundial de surfe, vencendo a luta pelo título contra o australiano Mick Fanning, três vezes campeão mundial e o norte-americano Kelly Slater, onze vezes campeão mundial. Sagrou-se campeão mundial em Pipeline, Havaí, na última etapa do circuito mundial. Foi campeão antecipado ainda durante as quartas-de-final de Pipeline,ajudado por outro brasileiro, o catarinense Alejo Muniz, que derrotou tanto Slater quanto Fanning na bateria das quartas-de-final, enquanto Medina vencia o brasileiro Filipe Toledo e o havaiano Dusty Payne na sua. Neste ano foi vice-campeão dessa etapa de Pipe Masters, perdendo para o australiano Julian Wilson na final por apenas 0,43 pontos.
Em 2018, durante o ano disputou o título com Felipe Toledo e Julian Wilson, sagrando-se campeão do WSL pela segunda vez na ultima etapa em Pipeline ao vencer o australiano Jordy Smith nas semifinais por 0,44 de diferença
Em 14 de setembro de 2021, se tornou o primeiro brasileiro a se sagrar tricampeão mundial de surf, vancendo a bateria contra Filipe Toledo.

## Vida pessoal
Família e infância
Filho de Simone Saldanha e Osmar “Tita” Ferreira, e foi criado na praia de Maresias, o berço de sua paixão pelo surfe. Sua mãe, Simone, e seu padrasto, Charles Saldanha, chegaram a gerir o Instituto Gabriel Medina; ele também tem uma irmã, Sophia, que já o acompanhou em eventos esportivos e sociais na região  .
Relações amorosas
- Tayna Hanada[35] (2015–2017): Em 2015, Gabriel oficializou o namoro com sua amiga de infância, a também surfista e modelo Tayna Hanada. Após dois anos de relacionamento, o casal se separou em 2017.
- Yasmin Brunet (2020–2022): Em dezembro de 2020, Medina casou-se discretamente com a modelo Yasmin Brunet, em cerimônia íntima no Havaí. A união foi encerrada em 27 de janeiro de 2022, quando a assessoria de Yasmin confirmou o divórcio. Em entrevistas posteriores, Gabriel declarou que “não funcionou” e que precisou dar uma pausa na carreira para cuidar da saúde mental após o término[36]  .
- Rumores e novos relacionamentos (2023): Em março de 2023, a imprensa apontou um possível romance entre Gabriel e a estilista Beatriz Lé, que mora entre Lisboa e Madri. A repercussão surgiu após fotos do casal em Peniche, competição do Circuito Mundial de Surfe, e em uma sequência de publicações nos perfis de ambos nas redes sociais  .

Filantropia e projetos sociais
Em janeiro de 2017, Gabriel fundou, junto à família, o Instituto Gabriel Medina, em Maresias, com o objetivo de oferecer treinamento técnico, físico e apoio educacional gratuito a jovens surfistas de 10 a 16 anos. Até seu fechamento em meados de 2021, o instituto captou mais de R$ 6,4 milhões via Lei de Incentivo ao Esporte, beneficiando dezenas de crianças e distribuindo cestas básicas à comunidade durante a pandemia de COVID-19.
Saúde mental e pausas na carreira
Após o divórcio de Yasmin Brunet em janeiro de 2022, Medina decidiu reduzir sua participação em etapas do WSL para focar na própria saúde mental e no relacionamento com a família, especialmente em meio a polêmicas envolvendo disputas de imagem e administração de seu instituto. Esse período foi retratado na segunda temporada da série “Make or Break: na crista da onda” (Apple TV+).
Hobbies, estilo de vida e interesses
Além do surfe, Medina é conhecido por sua coleção de carros esportivos e por dividir seu tempo entre Maresias, Hawaii e Los Angeles, onde mantém treinamentos especializados. Grande fã de futebol, torce pelo Corinthians e nutre amizade com jogadores como Neymar Jr., com quem já foi fotografado em diversas ocasiões  

## Estatísticas e resultados

### ASP/WSL Men's World Championship Tour
| Torneio/Etapa                 | 2011   | 2012   | 2013   | 2014   | 2015   | 2016   | 2017   | 2018   | 2019   |
| ----------------------------- | ------ | ------ | ------ | ------ | ------ | ------ | ------ | ------ | ------ |
| Quiksilver Pro Gold Coast     | DNP    | 25º    | 13º    | 1º     | 13º    | 13º    | 3º     | 13º    | 5º     |
| Drug Aware Margaret River Pro | –      | –      | –      | 5 º    | 25º    | 9º     | 25º    | -      | 17º    |
| Rip Curl Pro Bells Beach      | 25º    | 13º    | 13º    | 9º     | 5º     | 13º    | 13º    | 3º     | 5º     |
| OI Pro Rio                    | DNP    | 25º    | 3º     | 13º    | 13º    | 3º     | 9º     | 5º     | 5º     |
| Fiji Pro                      | –      | 2º     | 25º    | 1º     | 13º    | 1º     | 13º    | -      | -      |
| J-Bay Open                    | DNP    | –      | –      | 5º     | 5º     | 5º     | 3º     | 5º     | 1º     |
| Billabong Pro Teahupoo        | DNP    | 5º     | 13º    | 1º     | 2º     | 3º     | 2º     | 1º     | 2º     |
| Hurley Pro at Trestles        | 13º    | 9º     | 13º    | 5º     | 3º     | 13º    | 13º    | -      | -      |
| Freshwater Pro                | -      | -      | -      | -      | -      | -      | -      | 1°     | 1°     |
| Quiksilver Pro France         | 1º     | 5º     | 2º     | 5º     | 1º     | 2º     | 1º     | 3º     | 9º     |
| Moche Rip Curl Pro Portugal   | 13º    | 2 º    | 25º    | 13º    | 5º     | 13º    | 1º     | 3º     | 9º     |
| Billabong Pipeline Masters    | 5 º    | 9º     | 13º    | 2 º    | 2 º    | 13º    | 5 º    | 1º     | 2º     |
| Rip Curl Pro Search           | 1 º    | –      | –      | –      | –      | –      | –      | -      | -      |
| Oakley Pro Bali               | –      | –      | 13º    | –      | –      | –      | –      | -      | 17º    |
| O'Neill Coldwater Classic     | –      | 5 º    | –      | –      | –      | –      | –      | -      | -      |
| Ranking final                 | 12º    | 7º     | 14º    | 1º     | 3°     | 3º     | 2º     | 1º     | 2º     |
| Pontos                        | 28 700 | 41 350 | 25 000 | 62 800 | 43 350 | 45 450 | 53 700 | 62 490 | 56 475 |

### Vitórias
Número de vitórias no circuito Mundial: 17
| Vitórias no ASP/WSL Men's World Tour |                                   |                           |                    |
| Ano                                  | Evento                            | Local/Praia               | País               |
| ------------------------------------ | --------------------------------- | ------------------------- | ------------------ |
| 2011                                 | Quiksilver Pro France             | Soorts-Hossegor           | França             |
| 2011                                 | Rip Curl Pro Search               | São Francisco, California | Estados Unidos     |
| 2014                                 | Fiji Pro                          | Tavarua, Namotu           | Fiji               |
| 2014                                 | Quiksilver Pro Gold Coast         | Gold Coast, Queensland    | Austrália          |
| 2014                                 | Billabong Pro Teahupoo            | Teahupo'o                 | Polinésia Francesa |
| 2015                                 | Quiksilver Pro France             | Soorts-Hossegor           | França             |
| 2016                                 | Fiji Pro                          | Tavarua, Namotu           | Fiji               |
| 2017                                 | Quiksilver Pro France             | Soorts-Hossegor           | França             |
| 2017                                 | Moche Rip Curl Pro Portugal       | Peniche                   | Portugal           |
| 2018                                 | Tahiti Pro Teahupo'o              | Teahupo'o                 | Tahiti             |
| 2018                                 | Surf Ranch Pro                    | Lemoore                   | Estados Unidos     |
| 2018                                 | Bilabong Pipeline Master          | Banzai Pipeline           | Banzai Pipeline    |
| 2019                                 | Corona Open J-Bay                 | Jeffreys Bay              | África do Sul      |
| 2019                                 | Freshwater Pro                    | Lemoore                   | Estados Unidos     |
| 2021                                 | Rip Curl Narrabeen Classic        | Narrabeen                 | Austrália          |
| 2021                                 | Rip Curl Rottnest Search          | Rottnest Island           | Austrália          |
| 2021                                 | Rip Curl World Surf League Finals | Lower Trestles            | Estados Unidos     |
| 2023                                 | Margaret River Pro                | Margaret River            | Austrália          |

## Conquistas e honrarias
2009
- Maresia Surf International, Florianópolis (Brazil) (WQS)

2011
- Super Surf International, Imbituba (Brazil) (WQS Prime)
- Airwalk Lacanau Pro Junior, Lacanau (França) (WQS)
- Sooruz Lacanau Pro, Lacanau (França) (WQS)
- San Miguel Pro, Zarautz (País Basco) (WQS)
- Quiksilver Pro France, Hossegor (França) (WCT)
- Rip Curl Pro Search, São Francisco CA (EUA) (WCT)

2012
- Nike Lowers Pro, Trestles CA (EUA) (WQS Prime)

2013
- Mundial Pro Júnior, Praia da Joaquina, Santa Catarina, Brasil

2014
- Campeão mundial do WCT (WSL)

2015
- Quiksilver Pro France, Hossegor França (WCT)
- Vans Triple Crown (Tríplice Coroa Havaiana), North Shore, Oahu, Havaí

2018
- Bicampeão Mundial WSL

#### 2021
- Tricampeão Mundial WSL

### Recordes
- 2012 - Segundo surfista a realizar o back flip, um mortal de costas.
- 2016 - Primeiro surfista a realizar o back flip em uma etapa oficial (WCT).
- Surfista brasileiro com mais vitórias em etapas do WCT (17)